# Fluprotiksen
Fluprotiksen – organiczny związek chemiczny, pochodna tioksantenu o silnych właściwościach przeciwpsychotycznych. W porównaniu z innymi neuroleptykami z tej grupy wykazuje słabe działania uboczne ze strony układu pozapiramidowego. Związek obecnie nie jest wykorzystywany w lecznictwie.